# Herajon na Samosu
Herajon na Samosu je bilo veliko svetišče boginje Here v južni pokrajini Samos, v Grčiji, 6 km jugozahodno od antičnega mesta, v nižini in močvirni rečni kotlini blizu morja. Pozno arhaični Herajon je bil prvi od velikanskih samostojnih jonskih templjev. Njegovi predhodniki na tej lokaciji so segali nazaj v geometrično obdobje 8. stoletja pr. n. št.  ali prej.  Mesto tempeljskih ruševin z edinim stoječim stebrom je bilo leta 1992, skupaj z bližnjim Pitagorejonom, vpisano na seznam Unescove svetovne dediščine.

## Zgodovina
Jedro mita v središču kulta Here na Samosu je njeno rojstvo. Po lokalnem izročilu je bila boginja rojena pod drevesom lygos (Vitex agnus-castus, navadna konopljika). Na letnem festivalu, ki se imenuje Toneia - 'zavezujoča', je bila kultna podoba Here ceremonialno privezana na veje lygosa. Drevo je še vedno na rimskem kovancu iz Samosa.
Znane so številne gradbene faze, delno opredeljene z delci strešnikov , prva faza iz 8. stoletja pred našim štetjem. Prvi tempelj, Hekatompedos, je bil dolg približno 30 m in ozek; sestavljale so ga tri stene in notranja centralna linija stebrov, ki je podpirala strukturo strehe. Veliko večji tempelj sta zgradila domača arhitekta Rojk in Teodor ca. 570-550 pr. n. št. Tempelj je stal nasproti kultnemu Herinemu oltarju v njenem obzidanem in zaprtem temenosu. To je bil dipteralni tempelj z dvema vrstama stebrov v portiku, in kot peripteral na vseh straneh (glej grški tempelj). Imel je globok pokrit pronaos in spredaj zaprto celo. Cela in pronaos sta bila razdeljena na tri enake dele z dvema vrstama stebrov, ki so se spuščali po pronaosu in skozi tempelj. Tako so Hero častili v templju, opremljenem s stiliziranim grozdom stebrov, osem prečno in enaindvajset vzdolžno. Stebri so stali na nenavadnih torus bazah, ki so bile horizontalno žlebljene. Rokkov tempelj »je moral imeti osrednji pomen za razvoj monumentalne jonske arhitekture«, opaža Helmut Kyrieleis. 
Na žalost je stal približno desetletje pred uničenjem, verjetno zaradi potresa. Po uničenju tega templja je bil na zahodu zgrajen še večji, dolg približno 40 m. Ta tempelj je imel največji tloris med vsemi grškimi templji in je znan kot Polikratov tempelj, imenovan po tiranu iz Samosa. Eden od velikanskih kipov iz Herajona je ohranjen v arheološkem muzeju na Samosu. Gradnja se je nadaljevala v rimskem obdobju, vendar ta Herajon ni bil nikoli končan. Namesto tega je bila kultna podoba v rimskih imperialnih časih v manjši strukturi na vzhodu, ki je ostala v uporabi, dokler Teodozijevi edikti 391 niso prepovedali poganskega čaščenja. Krščanska cerkev je zasedla rimsko lokacijo in uporabila kamen iz rimskega Herajona. 

### Uničenje
Herajon je v bizantinskem času služil kot kamnolom, tako da je bil sčasoma razstavljen do samih temeljev. Malo informacij je ohranjenih v pisnih virih. Pavzanij je pregledal Samos v svoji Periegesis Grčije. Razpršene besede Herodota ne zagotavljajo zadovoljivega nadomestka. Z izjemo oltarja na prostem in velikega templja se v klasičnem viru ne omenja nobena druga značilnost templja.

### Arheologija
Prvi zahodnjak, ki je obiskal najdišče, je bil francoski botanik Joseph Pitton de Tournefort, ki ga je Ludvik XIV. Francoski poslal na potovanje na vzhod in poročal o svojih najdbah.  Tournefort je leta 1704 obiskal Samos in svoje risbe o ruševinah objavil kot gravure. Masivne umazane usedline so nejasne, vendar so v 18. in 19. stoletju zaščitili nahajališče pred amaterskimi poskusi. Trstičje in trnovo rastje je zagotavljalo zastrašujoče kritje in voda, ki je od antike vztrajala, je odvračala kopanje rovov in hkrati ohranila lesen material v anoksičnih plasti. Tako so bila prva predhodna arheološka izkopavanja odložena do leta 1890-92, pod vodstvom P. Kavvadiasa in Th. Sophoulis iz Aten. Celoten obseg treh temeljev templja je razkrila šele akcija nemškega arheologa Theodorja Wieganda leta 1910-14. Grušč je pokazal, da je bil prejšnji tempelj.
Leta 1925 so na mestu ponovno začeli z deli nemški arheologi iz Nemškega arheološkega inštituta v Atenah; delo, ki ga je prekinila druga svetovna vojna, se je začelo znova leta 1951. Najdišče je podrobno opisano v nizu knjig v nemščini pod naslovom Samos, ki so bile urejen na visokem nivoju, ki določa kronologijo, primerjavo z votivnimi predmeti, deponiranimi v Herajonu od 8. stoletja naprej. Helmut Kyrieleis in Hermann J. Kienast sta leta 1976 prevzela izkopavanja.